# Euderces acutipennis
Euderces acutipennis är en skalbaggsart som beskrevs av Bates 1885. Euderces acutipennis ingår i släktet Euderces och familjen långhorningar.
Artens utbredningsområde är Guatemala. Inga underarter finns listade i Catalogue of Life.